# Elaphria cephalica
Elaphria cephalica là một loài bướm đêm trong họ Noctuidae.